# Deficiencia motriz
La deficiencia motriz o discapacidad motriz es una deficiencia que provoca en el individuo que la padece alguna disfunción en el aparato locomotor. Puede afectar a huesos, articulaciones, músculos e incluso el área motriz del cerebro. Como consecuencia, puede producir alteraciones posturales o mermar, en distintos niveles, funciones como la manipulación, el equilibrio, el desplazamiento, el habla, la respiración o la coordinación del movimiento del cuerpo.
Los principales problemas que puede generar la discapacidad motriz son: movimientos exactos incontrolados, dificultad de coordinación, alcance limitado, fuerza reducida, habla no inteligible, dificultad con la motricidad fina y gruesa y mala accesibilidad al medio físico.
Se puede clasificar en los siguientes trastornos:
- Físico periférico: Afectación en extremidades, articulaciones, huesos y músculos.
- Trastornos neurológicos: Daño que se origina en el cerebro (corteza motora cerebral), que se encarga de procesar y enviar la información de movimiento al resto del cuerpo y, por lo tanto, origina dificultades en el movimiento y en las sensaciones y el control de ciertas partes del cuerpo.

## Principales causas de alteraciones motrices
- Causas prenatales: Aquellas que se adquieren antes del nacimiento, es decir, durante el embarazo. Existen varias causas, algunas de ellas se deben a enfermedades infecciosas o metabólicas que puede tener la madre durante el embarazo, por incompatibilidad de los componentes sanguíneos de los padres, etc.

- Causas perinatales: Aquellas que aparecen en el mismo momento de nacer. Hay varias causas como la falta de oxígeno prolongada o la obstrucción de las vías respiratorias, daños en el cerebro en el momento del parto (daño con el fórceps, por ejemplo), la prematuridad del bebé, etc.

- Causas postnatales: Aquellas que aparecen una vez que el bebé ya ha nacido. Estas pueden ser de índole diferente como, por ejemplo, que el niño contraiga una enfermedad como la meningitis, que sufra alguna hemorragia cerebral, trombosis, etc.

Para evitar este tipo de enfermedades se recomienda extremar los cuidados higiénicos y ambientales durante el embarazo, el parto y durante las primeras etapas evolutivas del niño. De ahí que la higiene adquiera un plano muy importante dentro de los cuidados del bebé.

## Accesibilidad
Para mejorar la accesibilidad en los establecimientos destinados a un uso público se deben tener en cuenta una serie de aspectos físicos pensando en la gente con deficiencias motrices:
- Acceso a la entrada: Cuando el nivel del suelo del exterior del edificio es diferente al interior, es necesario colocar una rampa. Esta debe tener una anchura mínima de 90cm y una pendiente de máximo 12%, aunque la pendiente óptima debe de ser de 5%. Es crucial tener en cuenta que la rampa debe tener descansos cada 1m, cada vez que cambie de dirección y al principio y final de esta. Será necesario instalar un pasamanos a 40cm del piso.[2]

- Puertas: El ancho mínimo de una puerta debe de ser de 90cm, además de que ha de ir acompañada de una manilla en forma de palanca o de una barra horizontal que se accione presionando.[3]

- Pasillos y escaleras: Será necesaria la instalación de pasamanos redondeados, separados por 4cm y colocados a dos alturas, para poder ser utilizados por personas con marcha inestable y de diferentes edades.

- Baños: Deben ser lo suficientemente anchos y amplios para que pueda acceder una silla de ruedas. Además, se deben disponer barras de apoyo que faciliten el control del movimiento y el suelo ha de ser antideslizante. Los sanitarios y accesorios deben estar a la altura de una silla de ruedas y la grifería debe ser de fácil manejo.

- Enchufes e interruptores: Los enchufes e interruptores de la luz han de estar situados a la altura suficiente para que se pueda acceder a ellos desde una silla de ruedas.

- Cabinas de teléfono: Deben tener la altura para que se pueda acceder desde una silla de ruedas.

## Inclusión educativa y sistemas de apoyo
La inclusión se define como un conjunto de procesos y acciones orientadas a disminuir o erradicar las barreras que dificultan el aprendizaje, la participación y el desarrollo de aquellos individuos que presenten una discapacidad de este tipo. 
El aula representa un espacio en el que se intercambian ideas y experiencias entre los integrantes que la conforman, promoviendo un ambiente sano de convivencia cuya base sea la igualdad sin importar las distinciones entre individuos. Para lograr esto se debe contar con el mobiliario y espacios correctos para cualquier discapacidad de este tipo, pero sobre todo con un sector público participativo y sin algún tipo de ideología discriminatoria .

## Sistemas de apoyo y su aplicación en personas con discapacidad
El apoyo es un recurso y estrategia organizada para influir en el desarrollo, la educación y bienestar personal, que mejoran el funcionamiento de cada persona en los contextos familiares, educativos y sociales. El concepto de apoyo se relaciona con la capacidad de la persona para resolver problemas de manera individual o si requiere alguna ayuda para lograrlos.  
Existen dos fuentes principales de apoyo: 
- Apoyos naturales: Recursos y estrategias realizados por individuos dentro de su propio ambiente que posibilitan los resultados deseados a dicha problemática.
- Apoyos de servicio: Estos son proporcionados por trabajadores, instituciones de salud, educativas, de desarrollo social o de rehabilitación de la sociedad civil.

Los instructores dentro de espacios que cuentan con la infraestructura para brindar este servicio se convierten en un apoyo de servicio, ya que ayuda a reducir las limitaciones que dificulten las limitaciones funcionales.
Una revisión sistemática de 15 estudios, la mayoría llevados a cabo en Asia(particularmente China) y uno en Sudáfrica, encontraron evidencia de que la rehabilitación comunitaria genera un impacto positivo en personas con discapacidades. De seis estudios centrados en personas con discapacidades físicas, tres mostraron efectos beneficiosos para casos de apoplejía. Uno demostró un efecto beneficioso en casos de artritis y otro en personas con una enfermedad pulmonar obstructiva crónica. Los nueve estudios centrados en casos de discapacidad mental mostraron efectos beneficiosos en esquizofrenia, demencia y discapacidad intelectual. Resulta necesaria una evaluación costo-efectividad de las rehabilitaciones que permita evaluar la asignación de los recursos.

## Control postural y sedestación. Mobiliario escolar específico
El control postural es una parte integral del control motor, ofreciendo estabilidad y un substrato para el movimiento. La postura se define como el alineamiento de los segmentos entre sí y su posición en el espacio. 
El control postural es la habilidad para obtener y mantener posturas durante actividades casi-estáticas y dinámicas. Incluye la habilidad para enderezar la cabeza, el tronco y las extremidades y para mantener y recobrar el equilibrio. No podemos abordarlo desde un único punto de vista, ya que un buen control es fundamental para todos y cada uno de los momentos, actividades y tareas del día.
Desde las actividades de higiene personal, el vestido, la alimentación, el transporte, la sedestación… todas, necesitarán en alguna medida de valoración postural, para que las tareas sean lo más funcional y gratificantes posible. La sedestación, el estar sentado, es sin duda la postura más utilizada y a la que tenemos que prestar una mayor atención en la escuela. 
Partiendo de la base de que las sillas de ruedas son ayudas técnicas, consideradas en nuestro caso ayudas técnicas para el transporte, el trasvase a otro asiento es prioritario, por lo que una buena sedestación, un mobiliario escolar adaptado, ayudas para el posicionamiento y otros materiales adecuados, le facilitarán a los niños y niñas un mejor control postural, así como una mejor interacción de este con su entorno, en el medio escolar.
Sin embargo, cada vez son más las sillas de ruedas que con distintos sistemas de posicionamiento, aseguran un buen control postural general, por lo que en muchos de estos casos se omitirán otros asientos, aunque si se mantendrán otros cambios posturales en bipedestación o decúbito.
Se consideran metas u objetivos en sedestación:
- Potenciar la capacidad funcional.
- Normalizar el tono muscular/disminuir los movimientos reflejos anormales.
- Prevenir el desarrollo de deformidades esqueléticas y musculares.
- Promover una estabilidad proximal.
- Consecución del máximo confort y seguridad.
- Potenciar las capacidades visuales/perceptivas.
- Mejora las funciones de deglución y digestivas.
- Aumentar la higiene pulmonar.
- Aumentar la autoestima.

Para la sedestación en general hay que considerar el darle soporte a la pelvis, sin que exista oblicuidad; a las extremidades inferiores darles apoyo y estabilidad; restaurar las curvas fisiológicas y la orientación escapulo-torácica en el tronco y las extremidades superiores; y por último, alineación de la cabeza y el cuello.
Para atender a las necesidades de los usuarios en silla de ruedas en lo que se refiere a la sedestación, debemos proporcionar un nivel de equilibrio en el asiento para ayudar a prevenir la oblicuidad pélvica, disminuir el riesgo de presión y fricción colocando las caderas en el fondo del asiento, proporcionando una base de soporte funcional, manteniendo una adecuada alineación de las extremidades inferiores y reduciendo la presión en la zona isquisal. Mantener las rodillas lo más cerca posible a los 90°, respetando las limitaciones de movimiento de rodilla, debemos también estabilizar la pelvis en una óptima posición, proporcionar un soporte en la parte baja dorsal para corregir o acomodar la cifosis.
Se debe colocar la columna alineada para obtener un adecuado alineamiento de la cabeza y el cuello, soportes laterales y cabecero, si fuera necesario, asientos basculantes con bandejas y cinchas en el tronco.
Por todo esto se llega a la conclusión de que las ayudas, modificaciones y adaptaciones en el mobiliario son personales, ya que pretenden responder a las necesidades individuales. Las adaptaciones del mobiliario tienden a ser lo más sencilla posibles y que resulten estéticas.
Es importante como norma general mantener la misma altura de trabajo que el resto de su grupo. Y es preciso facilitar adaptaciones de mobiliario suficientes para las estancias del centro en las que el alumno desarrolle sus actividades. 
El mobiliario adaptado debe someterse a revisiones posteriores para una mejor adecuación, resultando fundamental la intervención del equipo docente, en este caso, que detecte posibles carencias o necesidades de modificación. Son los docentes, los que estando junto a los niños en todas las situaciones podrán valorar mejor las necesidades de adaptación del mobiliario.
En definitiva, aportar comodidad, facilitar el equilibrio, estabilizar el tronco, los brazos y los miembros inferiores, evitar posturas incorrectas, aportar seguridad al alumno, favorecer el control y el alcance de los materiales escolares, y por ende mejorar la autoestima del alumnado, son los objetivos principales de las adaptaciones al mobiliario escolar. 
Para la adaptación de las sillas escolares, debemos considerar varios puntos antes de ponernos manos a la obra:
- De qué nivel de control postural partimos.
- Qué nos aporta la silla de ruedas del alumno y qué podemos mejorar.
- Uso de algún tipo de órtesis para tronco, o para miembros inferiores.
- Lo que opinan el médico rehabilitador o el fisioterapeuta que tratan al niño, lo que opina el profesorado y el educador, y también qué sugieren y qué expectativas tienen la familia y el propio alumno.

Por todo esto y como criterios generales, lo que se pretende con las adaptaciones del mobiliario es:
- Una postura cómoda.
- Aportar seguridad.
- Facilitar el equilibrio.
- Evitar posturas incorrectas.
- Garantizar el apoyo de los pies.
- Un mejor control de los materiales escolares.
- Poder usar materiales imantados.

Las bases de una postura correcta serían:
- Simetría.
- Apoyo por igual en ambos hemicuerpos.
- Cabeza en la línea media.
- Basculación de la pelvis hasta conseguir el equilibrio.
- Apoyo correcto de los pies.

El principio básico de una postura correcta en sedestación en silla de ruedas, es el mismo que se persigue con el mobiliario escolar. La elección y adecuación de una silla de ruedas va a ser fundamental para el desarrollo de todas las actividades del entorno escolar.
Como objetivos de una buena sedestación en silla de ruedas, se plantean los siguientes:
- Objetivos posturales: Alineación y simetría, tratando de inhibir reflejos primitivos, normalizar el tono muscular o compensar el tono inadecuado, evitar el desarrollo y progresión de la deformidad, distribuir las presiones de forma uniforme.
- Objetivos funcionales: Mejorar el control de la cabeza, apoyando adecuadamente la pelvis, pies y tronco si es necesario, para mejorar el control cefálico. Mejorar la función del miembro superior, estabilizando otros extremos y segmentos, para liberar las manos de la función de apoyo.
- Objetivos prácticos: Aumentar la movilidad y autonomía del usuario.

## Clases más comunes
- Parálisis cerebral
- Espina bífida
- Distrofia muscular de Duchenne